# Aurélien Lugné-Poë

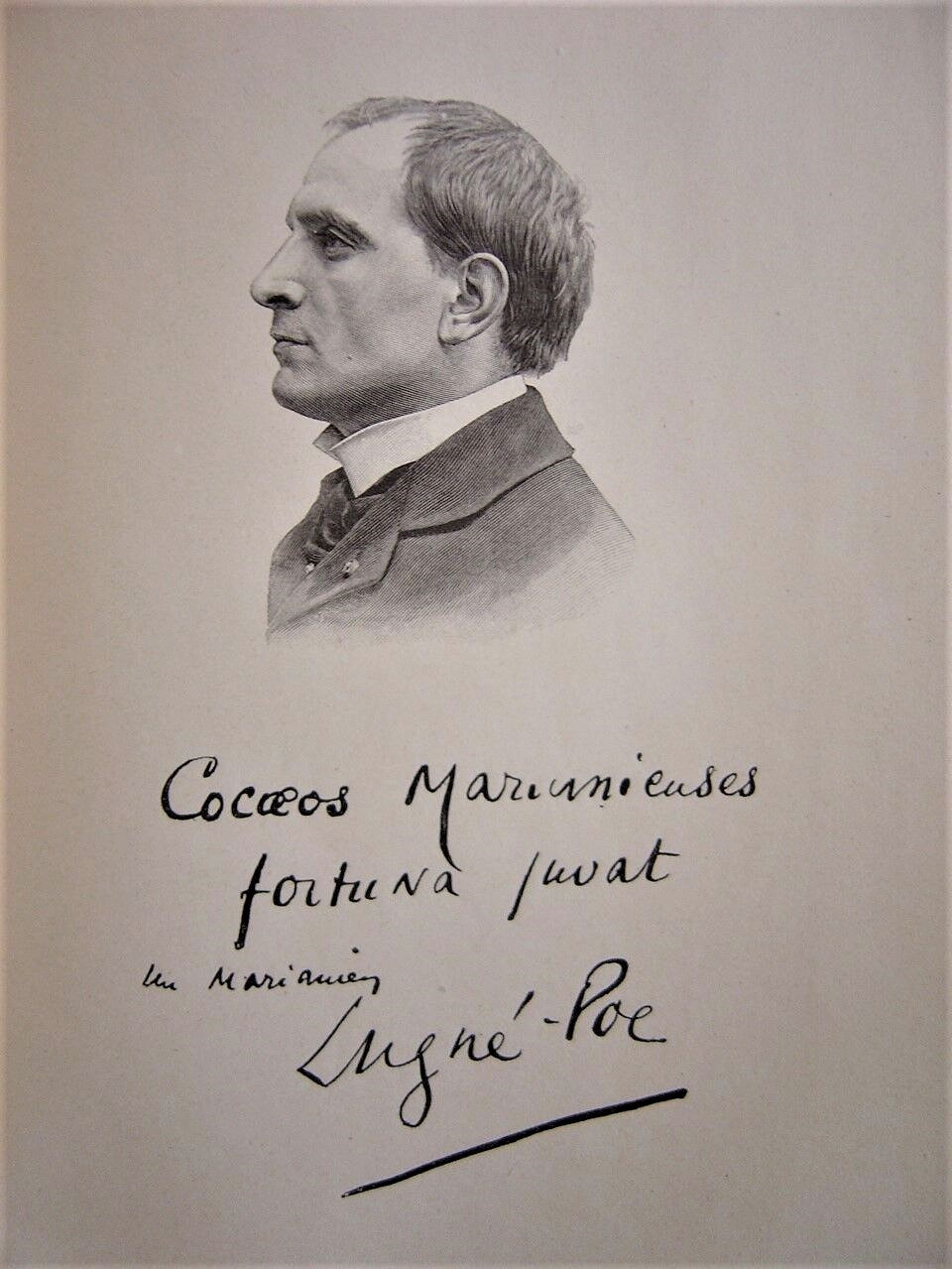
Aurélien Lugné-Poë.

Aurélien Lugné-Poë (Aurélien-François-Marie Lugné-Poë), född 27 december 1869 i Paris, död 19 juni 1940 i Villeneuve-lès-Avignon, var en fransk skådespelare och teaterregissör. Han var från 1895 gift med skådespelerskan Suzanne Desprès.
Han antogs till Conservatoire national supérieur d'art dramatique i Paris vid 19 års ålder.
Lugné-Poë bildade 1886 som elev vid Lycée Condorcet amatörteatersällskapet Les Escholiers och framförde där bland annat verk av Ibsen. 1888-90 var han skådespelare vid Théâtre-Libre, en fri naturalistisk teater, som drevs av André Antoine och därefter åter med Les Escholiers 1890-92.
För nordiskt vidkommande är det särskilt intressant, att Lugné-Poë som regissör 1891 vid Noveau Théâtre presenterade Strindberg och Ibsen för Paris-publiken. 
1893 skapade Lugné-Poë La Maison de l'Œuvre eller Le Théâtre de l'Œuvre. Det var en grupp, bestående av både skådespelare och teaterpublik, som strävade bort från de annars så förhärskande naturalistiska idealen (både vad gäller dramatik och konst). Lugné-Poë och hans Théâtre de l'Œuvre gästspelade i Stockholm 1894 med både Pelléas et Mélisande och L'intruse (Den objudne gästen), bägge författade av Maeterlinck. Lugné-Poë stannade kvar hos Théatre de l'Œuvre fram till 1929.
Lugné-Poë bidrog starkt till den symbolistiska teaterrörelsen och upptäckte många nya dramatiker. Särskilt nämnvärt är att han arbetade nära:
- Maurice Maeterlinck
- Paul Claudel
- Auguste de Villiers de l'Isle-Adam
- Oscar Wilde
- Henrik Ibsen
- August Strindberg
- Gerhart Hauptmann
- Alfred Jarry